# Adobe Premiere Pro
Adobe Premiere Pro este o aplicație software de editare video bazată pe cronologie dezvoltată de Adobe Inc. și publicată ca parte a programului de licențiere Adobe Creative Cloud. Lansat pentru prima dată în 2003, Adobe Premiere Pro este un succesor al Adobe Premiere (lansat pentru prima dată în 1991), acesta fiind orientat spre editare video profesională.
CNN a fost unul dintre cei care au adoptat Adobe Premiere Pro. De asemenea, în 2007, anumite departamente BBC au adoptat Premiere Pro. A fost folosit pentru a edita lungmetraje, cum ar fi Deadpool, Gone Girl, Captain Abu Raed, Terminator: Dark Fate și altele.

## Istorie
Premiere Pro este succesorul Adobe Premiere și a fost lansat în 2003. Premiere Pro se referă la versiunile lansate în 2003 și mai târziu, în timp ce Premiere se referă la versiunile anterioare. Premiere s-a bazat pe ReelTime, un produs achiziționat de la SuperMac Technologies Inc. și a fost unul dintre primele NLE-uri bazate pe computer (sistem de editare neliniar), cu prima sa lansare pe Mac în 1991. Adobe a abandonat pentru scurt timp platforma Mac după versiunea 6 de Premiere. Până la versiunea Premiere Pro 2.0 (CS2), pachetul software a prezentat un cal în galop, într-un semn din cap la lucrarea lui Eadweard Muybridge, „Sallie Gardner at a Gallop”.